# DSA-571
La DSA-571 es una carretera perteneciente a la Red Secundaria de la Diputación Provincial de Salamanca que une las localidades de El Milano y Villasbuenas.

## Recorrido
La carretera DSA-571 tiene su origen en El Milano en la intersección con la carretera DSA-560, y termina en Villasbuenas en la intersección con la carretera DSA-570 formando parte de la Red de carreteras de Salamanca.
| El Milano (Intersección con ) - Villasbuenas (Intersección con ) | El Milano (Intersección con ) - Villasbuenas (Intersección con ) | El Milano (Intersección con ) - Villasbuenas (Intersección con ) | El Milano (Intersección con ) - Villasbuenas (Intersección con ) | El Milano (Intersección con ) - Villasbuenas (Intersección con ) | El Milano (Intersección con ) - Villasbuenas (Intersección con ) | El Milano (Intersección con ) - Villasbuenas (Intersección con ) | El Milano (Intersección con ) - Villasbuenas (Intersección con ) | El Milano (Intersección con ) - Villasbuenas (Intersección con ) | El Milano (Intersección con ) - Villasbuenas (Intersección con ) | El Milano (Intersección con ) - Villasbuenas (Intersección con ) |
| Esquema                                                          | PK                                                               | Sentido Villasbuenas                                             | Sentido Villasbuenas                                             | Sentido Villasbuenas                                             | Sentido Villasbuenas                                             | Sentido El Milano                                                | Sentido El Milano                                                | Sentido El Milano                                                | Sentido El Milano                                                | Incidencias                                                      |
| Esquema                                                          | PK                                                               | Velocidad                                                        | Elemento                                                         | Salida                                                           | Salida                                                           | Salida                                                           | Salida                                                           | Elemento                                                         | Velocidad                                                        | Incidencias                                                      |
| Esquema                                                          | PK                                                               | Velocidad                                                        | Elemento                                                         | Dir.                                                             | Nombre                                                           | Nombre                                                           | Dir.                                                             | Elemento                                                         | Velocidad                                                        | Incidencias                                                      |
| ---------------------------------------------------------------- | ---------------------------------------------------------------- | ---------------------------------------------------------------- | ---------------------------------------------------------------- | ---------------------------------------------------------------- | ---------------------------------------------------------------- | ---------------------------------------------------------------- | ---------------------------------------------------------------- | ---------------------------------------------------------------- | ---------------------------------------------------------------- | ---------------------------------------------------------------- |
|                                                                  | 0,0                                                              |                                                                  |                                                                  | Cerezal de Peñahorcada Mieza Barruecopardo                       | Cerezal de Peñahorcada Mieza Barruecopardo                       | Cerezal de Peñahorcada Mieza Barruecopardo                       |                                                                  |                                                                  |                                                                  |                                                                  |
| Valderrodrigo Vitigudino                                         | 0,0                                                              |                                                                  |                                                                  |                                                                  |                                                                  |                                                                  |                                                                  |                                                                  |                                                                  |                                                                  |
|                                                                  | 0,3                                                              |                                                                  |                                                                  | EL MILANO                                                        | EL MILANO                                                        | EL MILANO                                                        | EL MILANO                                                        |                                                                  |                                                                  |                                                                  |
|                                                                  | 3,4                                                              |                                                                  |                                                                  | VILLASBUENAS                                                     | VILLASBUENAS                                                     | VILLASBUENAS                                                     | VILLASBUENAS                                                     |                                                                  |                                                                  |                                                                  |
|                                                                  | 3,500                                                            |                                                                  |                                                                  |                                                                  | Barruecopardo Saucelle                                           | Barruecopardo Saucelle                                           | Barruecopardo Saucelle                                           |                                                                  |                                                                  |                                                                  |
|                                                                  | 3,500                                                            | Encinasola de los Comendadores Vitigudino                        |                                                                  |                                                                  |                                                                  |                                                                  |                                                                  |                                                                  |                                                                  |                                                                  |